# Ocyptamus infuscatus
Ocyptamus infuscatus är en tvåvingeart som beskrevs av Jacques-Marie-Frangile Bigot 1884. Ocyptamus infuscatus ingår i släktet Ocyptamus och familjen blomflugor. Inga underarter finns listade i Catalogue of Life.